# Noriko Ito
Pour les articles homonymes, voir Ito.
Noriko Ito (伊藤則子), née le 18 mai 1976 à Nagoya (préfecture d'Aichi), est une joueuse de parabadminton japonaise concourant en SL4 pour les athlètes se tenant debout ayant un handicap au niveau d'un membre inférieur.

## Biographie
Elle est amputée de la jambe droite à l'âge de deux ans.
Aux Jeux paralympiques d'été de 2020, elle remporte la médaille de bronze avec sa compatriote Ayako Suzuki en double féminin SL3-SU5 face aux Françaises Faustine Noël et Lénaïg Morin.

## Palmarès

### Jeux paralympiques

#### En double féminin
| Date | Lieu                               | Partenaire   | Compétitrices              | Score        | Résultat |
| ---- | ---------------------------------- | ------------ | -------------------------- | ------------ | -------- |
| 2021 | Gymnase olympique de Yoyogi, Tokyo | Ayako Suzuki | Faustine Noël Lénaïg Morin | 21-18, 21-18 | Argent   |